# 李垠 (小説家)
李垠（イ・ウン、이은）は、韓国の小説家、推理作家。現役の美術商でもある。ソウル生まれ。

## 略歴
弘益大学校（ホンイクだいがっこう）大学院美術学科博士課程修了。美術学博士。1996年、ソウルで発行される日刊紙「スポーツソウル」（ko）が主催する新春文芸（ko）の短編推理小説部門に「ほくろのあるヌード」が当選しデビューした。
2003年に長編『誰がスピノザを殺したか』を発表して本格的に作家活動を開始した。2007年に発表した『美術館の鼠』は、美術界の贋作問題を扱った作品で、2009年11月には島田荘司選アジア本格リーグの1冊として邦訳が刊行された。またこの作品は、ハリウッドでの映画製作も進んでいる。韓国の小説がハリウッドで映画化されるのはこの小説が最初である。
長編第4作『喜劇は終わった』（2008年6月）まではペンネームに「李銀」という漢字を当てていたが、『不思議な美術館』（2009年11月）より「李垠」という表記を使用している（発音は変わらない）。

## 作品リスト
邦訳
- 美術館の鼠 アジア本格リーグ3 （島田荘司選、きむふな訳、講談社、2009年11月）ISBN 978-4-06-215900-5 - 『미술관의 쥐』（2007年）の邦訳

原著
- 누가 스피노자를 죽였을까（誰がスピノザを殺したか） - 문학수첩북앳북스、2003年6月、ISBN 9788983921314
- 큐피드의 선택（キューピッドの選択） - 드림박스、2004年2月、ISBN 9788990853516
- 미술관의 쥐（美術館の鼠） - 예담、2007年10月、ISBN 9788959132652
- 코미디는 끝났다（喜劇は終わった） - ランダムハウスコリア、2008年6月、ISBN 9788925520308
- 수상한 미술관（不思議な美術館） - 노블마인（novelmine）、2009年11月、ISBN 9788901102078